# نورث ریورساید، ویچیتا، کانزاس
نورث ریورساید (به انگلیسی: North Riverside) یک منطقهٔ مسکونی در ایالات متحده آمریکا است که در کانزاس واقع شده‌است. نورث ریورساید ۴٬۱۹۹ نفر جمعیت دارد و ۳۹۸٫۹۹ متر بالاتر از سطح دریا واقع شده‌است.